# Guantanamo Bay Naval Base
Die Guantanamo Bay Naval Base (abgekürzt GTMO, gesprochen Gitmo) ist ein Stützpunkt der US Navy auf Kuba. Das Gebiet wurde 1903 von Kuba verpachtet und liegt im Süden der Guantánamo-Bucht, etwa 15 Kilometer südlich der Stadt Guantánamo. 2002 wurde der Stützpunkt um ein Internierungslager erweitert (siehe Gefangenenlager der Guantanamo Bay Naval Base). Die kubanische Regierung betrachtet den 1934 unbefristet verlängerten Pachtvertrag als ungültig.

## Geschichte

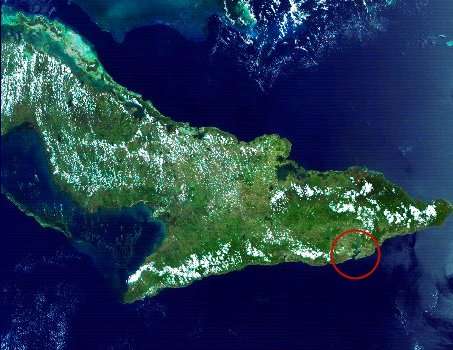
Lage der Guantánamo-Bucht

### Kolonialzeit
Bereits im Kolonialzeitalter stand die Guantánamo-Bucht im Fokus militärstrategischer Überlegungen. So wurde die Bucht zum Schauplatz eines britischen Landeunternehmens im Verlauf des sogenannten War of Jenkins’ Ear (1739–1742). Im Rahmen eines Versuches, den westlich der Bucht gelegenen spanischen Hafen Santiago de Cuba einzunehmen, nutzte das eingesetzte britische Expeditionskorps die geographischen Vorteile der Bucht zunächst für die Landung seiner Infanterie (23. Juli 1741). Als sich später herausstellte, dass ein Angriff über Land wegen der Unpassierbarkeit des einzigen Weges nach Santiago unmöglich war, reklamierten die Briten die Bucht für sich und benannten ihren Ankerplatz nach dem zweiten Sohn des damaligen englischen Königs Cumberland Harbour. Ihr weiter im Landesinneren gelegener Lagerplatz sollte zu einer dauerhaften britischen Befestigung auf Kuba ausgebaut werden und hieß – zu Ehren des deutschstämmigen Königs Georg II. – Georgestadt. Nachdem die britischen Truppen infolge von Tropenkrankheiten während ihres mehrmonatigen Aufenthaltes stark dezimiert worden waren, gaben sie das Unternehmen auf, zerstörten Georgestadt wieder und verließen die Insel im Dezember 1741.

### Unabhängigkeit Kubas
Bis 1897 versuchten die USA, der damaligen Kolonialmacht Spanien die gesamte Insel Kuba abzukaufen. Im Jahre 1898, während des Spanisch-Amerikanischen Krieges, besetzten die USA die Guantanamo-Bucht, da sich dort eine bedeutende Hafenanlage befand. Durch den Pariser Frieden vom 10. Dezember 1898 erlangte Kuba die Unabhängigkeit, geriet aber in politische und wirtschaftliche Abhängigkeit von den USA. Washington übte seine Kontrolle und Vorherrschaft über Kuba durch die Einsetzung pro-US-amerikanischer Präsidenten und durch mehrere militärische Interventionen aus, unter anderem 1899–1903. Von Januar 1899 bis Mai 1902 stand die Insel unter US-amerikanischer Militärverwaltung. 1901 wurde das sogenannte Platt Amendment in die Verfassung Kubas aufgenommen. Dieses Gesetz schränkte die Souveränität des Landes erheblich ein. Es gewährte den USA im Falle innerer Unruhen ein Interventionsrecht und sah die Abtretung kubanischen Territoriums als Flottenbasis vor.

### Einrichtung des US-Militärstützpunktes

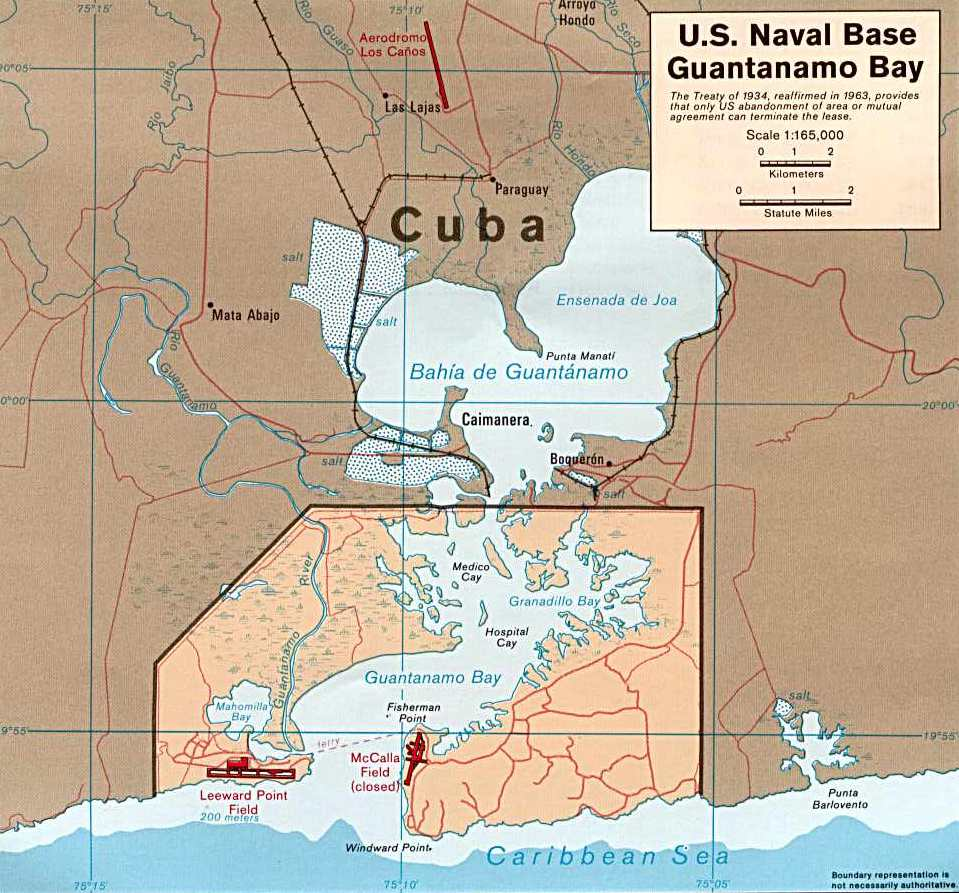
Karte des Stützpunkts

Am 23. Februar 1903 wurde von der verfassungsgebenden Versammlung Kubas aufgrund des Platt-Amendments ein Leihvertrag mit den USA vereinbart. Kuba trat das Gebiet für 99 Jahre ab (1934 unbefristet verlängert), wobei das Recht auf freie Durchfahrt kubanischer Handelsschiffe bestehen blieb. Das gepachtete Gebiet ist 117,6 km² groß und heute mit Flughafen und Befestigungsanlagen ausgestattet. Ebenfalls in diesem Vertrag enthalten war ein weiterer Hafen in Bahía Honda, der aber schon 1912 an Kuba zurückgegeben wurde. Bis 1934 bezahlten die USA 2000 US-Dollar pro Jahr als Pachtgebühr.
Im Jahr 1934 wurde der kubanische Präsident Ramón Grau San Martín abgesetzt, der Vertrag wurde aufgehoben. Nach einer Erneuerung des Vertrages im selben Jahr blieb nur Abschnitt 7 über das Recht der Nutzung der Bucht als Marinestützpunkt erhalten. Weiterhin wurde der Pachtvertrag nachträglich auf unbestimmte Zeit verlängert. 1938 wurde die Pachtgebühr auf 4085 US-Dollar erhöht.
Seit der Revolution 1959 und der Machtergreifung Fidel Castros akzeptiert Kuba die US-amerikanische Präsenz auf kubanischem Boden nicht mehr und fordert die Rückgabe der Bucht. Die Pachtzahlungen der USA werden jährlich in Form eines Schecks im Juli zugestellt. Im Jahr 1959 wurde dieser einmal eingelöst. Kuba bestreitet seither die Gültigkeit des geänderten Vertrages, da er durch militärischen Druck zustande gekommen sei, während die USA die einmalige Scheckeinlösung als Bestätigung der Fortsetzung der Pacht ansehen.
Auch nach 1959 arbeiteten noch kubanische Zivilangestellte auf dem Militärstützpunkt, wo sie beispielsweise als Schweißer, Maschinisten oder Buchhalter tätig waren. Sie pendelten täglich zu Fuß zwischen ihren Wohnorten auf kubanischer Seite und ihrem Arbeitsplatz auf der Marinebasis. Die beiden letzten gingen Ende 2012 im Alter von 79 bzw. 82 Jahren in Rente. Sie hatten bis dahin auch als Kuriere für die Marine-Pension der 65 weiteren ehemaligen kubanischen Arbeiter der Basis gedient, da aufgrund der Embargo-Bestimmungen keine Finanztransfers zwischen den USA und Kuba durchgeführt werden dürfen. Nach ihrem Ausscheiden verständigten sich die kubanische und die US-Regierung, auf einem nicht näher erläuterten Weg den Pensionären auch weiterhin ihre Altersversorgung der US Navy in Höhe von durchschnittlich 684 US-Dollar pro Monat zukommen zu lassen.

### Rolle der Basis

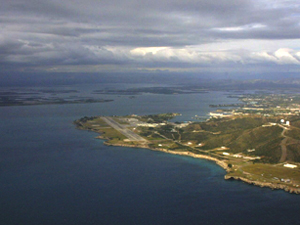
Luftbild der US-Basis Guantanamo Bay

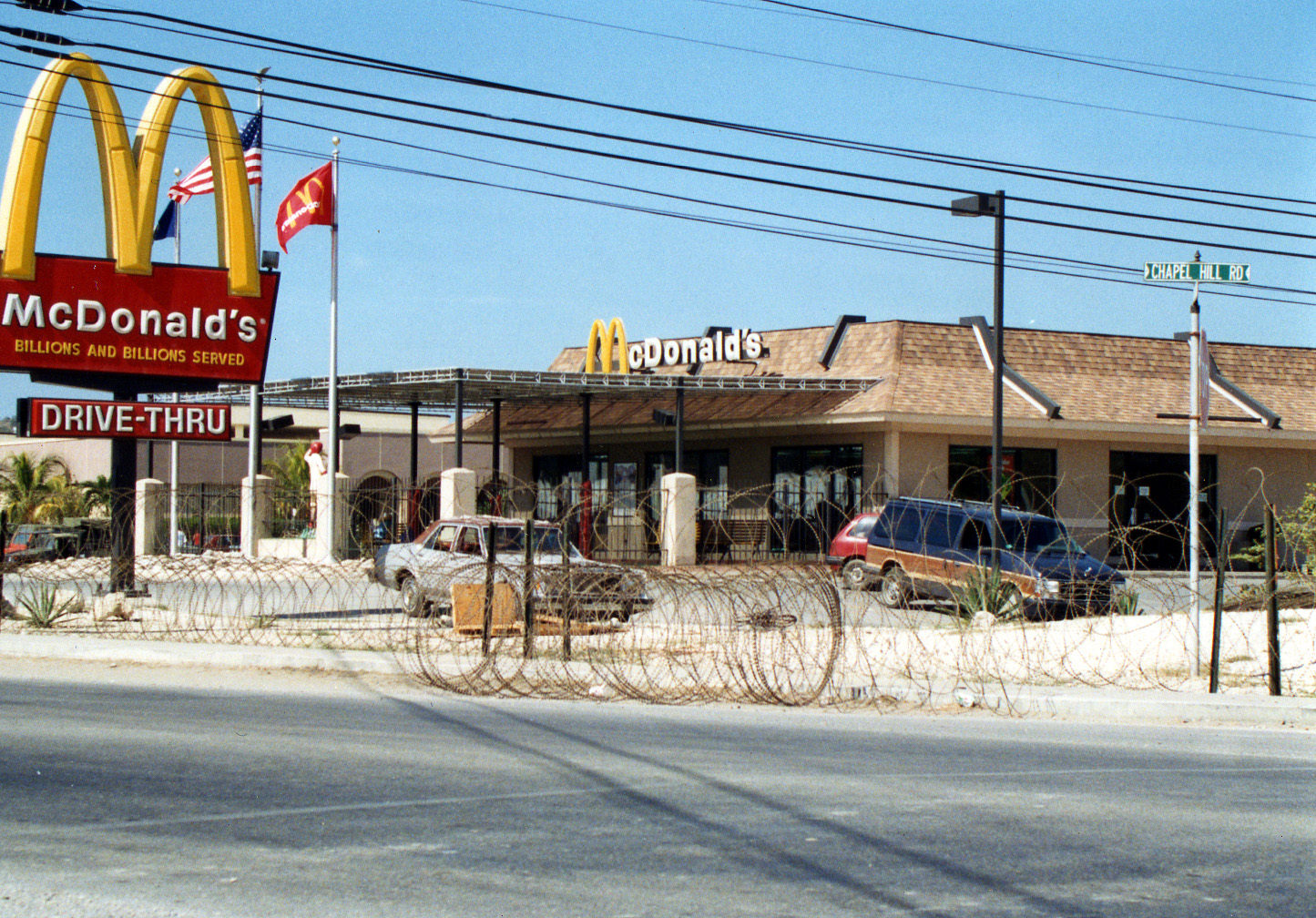
Fastfood-Filiale im Stützpunkt

Die Bucht ist oft Ausgangspunkt einer großen Zahl von Kubanern für ihre Flucht in die USA. Die kubanische Regierung stellt immer wieder klar, dass die Nutzung als Aufnahmelager für Flüchtlinge und Gefängnis für mögliche Terroristen oder der Betrieb kommerzieller Einrichtungen wie Filialen von McDonald’s und Subway sowie einer Bowlingbahn einen Bruch des Vertrages darstellen, der eine Beschränkung auf militärische Nutzung vorschreibt.
Da Kuba den US-Stützpunkt in den 1960er Jahren vom Strom- und Wassernetz abkoppelte, wird er seither von den USA aus mit Schiffen und Flugzeugen versorgt. Um den Verbrauch der Dieselgeneratoren zu senken, wurden im Jahre 2005 vier Windkraftanlagen installiert, die bei Betrieb unter Volllast in der Lage sind, ein Viertel des Spitzenverbrauchs des gesamten Stützpunkts zu decken. Eine eigene Meerwasserentsalzungsanlage produziert Trinkwasser. Ein 28 Kilometer langer Grenzzaun mit 44 Türmen sowie ein Minenfeld umschließen die Bucht.
Die ursprüngliche militärische Bedeutung des Stützpunktes für die USA als Nachschubbasis für den Kohle-, Wasser- und Munitionsbedarf der Dampfschiffe der US-Flotte ist mit Ende der Umstellung auf ölgefeuerte Kessel bzw. andere Antriebsarten nicht mehr gegeben. Die jüngste Nutzung von kleinen Teilen der Basis seit 2002 als Gefangenenlager hängt damit zusammen, dass die zivile Gerichtsbarkeit der USA auf das vom Militärrecht bestimmte Gelände außerhalb des US-Territoriums keinen unmittelbaren Zugriff hat.
Im Zuge der Erdbebenkatastrophe auf Haiti im Januar 2010 diente der Stützpunkt in Guantanamo als Logistikbasis für die Operation Unified Response, der Hilfsaktion der US-Streitkräfte. Unter anderem wurden mit Grumman-C-2-Transportflugzeugen im Pendelverkehr Hilfsgüter zum Flugzeugträger Carl Vinson geflogen und mit einer Katamaranfähre ein schneller Pendelverkehr auf See ermöglicht. Kuba erteilte in diesem Zusammenhang die Überflugrechte für Evakuierungsflüge über sein Territorium.

#### Inhaftierungslager für Migranten
2018 erteilte das Pentagon einer Baufirma den Auftrag, auf dem Gelände der Marinebasis ein Bedarfslager für Migranten zu errichten, wofür ein Budget von 23 Millionen US-Dollar zur Verfügung stand. Die Infrastruktur soll laut dem Auftrag für bis zu 13.000 Migranten und 5.000 für sie abgestellte Truppenangehörige ausgerichtet sein und für mindestens 50 Jahre nutzbar sein. Das Migrant Operations Center (GMOC) dient der Inhaftierung auf dem Seeweg gen USA aufgegriffener, mehrheitlich aus Haiti stammender Migranten und wird mit dem Department of Homeland Security, dem Department of State, der Internationalen Organisation für Migration (IOM) und privaten Unternehmen betrieben. 2024 wiesen Hilfsorganisationen auf mangelhafte Hygienebedingungen in den Unterkünften, die Verwehrung vertraulicher Telefonate mit Rechtsbeiständen, Misshandlungen, Isolationshaft und fehlende pädagogische und kinderpsychiatrische Betreuung traumatisierter Minderjähriger hin.
Ende Januar 2025 kündigte Donald Trump an, hier bis zu 30.000 Migranten internieren lassen zu wollen, die sich bisher illegal in den USA aufhalten. Allerdings laufen die Kosten dafür aus dem Ruder: Der Transport dorthin koste 23.000 bis 27.000 Dollar pro Häftling, außerdem fallen Baukosten für die Unterkünfte, Ernährung, Stromkosten sowie das Gehalt von Soldaten an. Deshalb werde eine Variante „Guantanamo light“ überlegt.

## Filmische Rezeption
- Eine Frage der Ehre (A Few Good Men) – Militärgerichts-Spielfilm von Rob Reiner (1992) über die Misshandlung/Tötung eines US-Marines durch Kameraden in Guantanamo.
- Der Mauretanier (The Mauritanian; vormals Prisoner 760) – Amerikanisch-britischer Spielfilm des Regisseurs Kevin Macdonald (2021), der auf dem Guantanamo-Tagebuch von Mohamedou Ould Slahi basiert, das dieser aus dem Gefängnis von Guantanamo heraus veröffentlichte.

### Sachbuch und Artikel
- Alfred de Zayas: Wem gehört Guantánamo Bay? – Die Rechtslage um den Stützpunkt der Vereinigten Staaten. In: FAZ, 29. Dezember 2003, ISSN 0174-4909, S. 36.
- Alfred de Zayas: Die amerikanische Besetzung Guantanamos. (PDF; 398 kB) In: Rechtspolitisches Forum Nr. 28, 2005, Institut für Rechtspolitik an der Universität Trier, ISSN 1616-8828.

### Belletristik
- Dorothea Dieckmann: Guantánamo. Roman. Klett-Cotta, Stuttgart 2004, ISBN 3-608-93599-1.